# Acta Diurna
Acta Diurna é o título do primeiro jornal conhecido. Sua criação foi uma iniciativa do líder e general romano Júlio César em 69 a.C., tendo como objetivo divulgar os principais acontecimentos da então República. Através de tábuas fixada nos muros das principais localidades, incluindo a residência do pontífice — cargo político-religioso então exercido por Júlio César.